# Paul Torche
Paul Torche, né le 6 juin 1912 à Cheiry et mort le 29 décembre 1990  à Fribourg, est une personnalité politique suisse, membre du parti conservateur-chrétien social. 

## Biographie
Il publie ses souvenirs dans des entretiens avec Michel Colliard publiés en 1987 sous le titre de « Paul Torche : Témoignages »[réf. nécessaire].

## Sources
- Georges Andrey, John Clerc, Jean-Pierre Dorand et Nicolas Gex, Le Conseil d’État fribourgeois : 1848-2011 : son histoire, son organisation, ses membres, Fribourg, Éditions La Sarine, 2012, 143 p. (ISBN 978-2-88355-153-4, lire en ligne), p. 80-81 ;
- Tract électoral du parti conservateur ;
- Annuaire des autorités fédérales ;
- Bulletin officiel de l'Assemblée fédérale ;
- Chronique fribourgeoise, 1990 ;